# Арта (Француска)
Арта (фр. Artas) насеље је и општина у источној Француској у региону Рона-Алпи, у департману Изер која припада префектури Вјен.
По подацима из 2011. године у општини је живело 1.673 становника, а густина насељености је износила 118,23 становника/km². Општина се простире на површини од 14,15 km². Налази се на средњој надморској висини од 376 метара (максималној 507 m, а минималној 364 m).

## Демографија
| 1962. | 1968. | 1975. | 1982. | 1990. | 1999. | 2011. |
| ----- | ----- | ----- | ----- | ----- | ----- | ----- |
| 578   | 612   | 658   | 895   | 1.026 | 1.349 | 1.673 |

График промене броја становника у току последњих година